# Adiós al Séptimo de Línea (marcha)
Adiós al Séptimo de Línea es una marcha militar del Ejército de Chile compuesta en 1877 por Gumersindo Ipinza González (1854-1901) y Luis Manuel Mancilla (1845-1915) en homenaje al Batallón 7° de Línea, disuelto el 24 de abril de 1877.

## Historia
A inicios de 1877 el Ministerio de Guerra y Marina de Chile anunciaría una reorganización de las unidades militares para así potenciar y desarrollar la agricultura, sistemas de caminos, industria y desarrollo de la Región del Biobío. El 24 de abril de 1877 el Batallón 7° de Línea sería disuelto, y debido a este suceso el compositor Gumersindo Ipinza Gonzáles escribiría la letra de la marcha mientras que el compositor Luis Manuel Mancilla arreglaría la letra e instrumentaría la marcha. Su estrenó fue el 12 de mayo de 1877 para la ceremonia de clausura del Batallón, se desarrolló en la plaza de Lumaco, el Batallón Zapadores por primera vez interpretó el himno bajo el título "Mi Adiós al Séptimo de Línea". Cabe recalcar que la letra original escrita por Gumersindo Ipinza Gonzáles en 1877 es totalmente diferente a la letra actual. 
Cuando inicio la guerra del Pacífico en 1879 se fundó una nueva unidad militar totalmente diferente llamada Regimiento 7° De Línea Carampangue, la cual posteriormente sería renombrada Regimiento 7.º de Línea "Esmeralda" en honor a la Corbeta Esmeralda de Arturo Prat que participó en el Combate Naval de Iquique. Debido a esto la marcha Adiós al Séptimo de Línea solía comúnmente ser confundida como una marcha en honor al Regimiento 7.º de Línea "Esmeralda" por lo que los compositores Gumersindo Ipinza Gonzáles y Luis Manuel Mancilla arreglarían la letra y melodía de la marcha para convertirla en una marcha fúnebre y fue renombrada "Adiós a los Oficiales", para luego heredarla al Regimiento 7° de Línea "Esmeralda". Debido a esto la marcha conseguiría mucha fama por lo que múltiples compositores militares compondrían marchas militares similares como Adiós al 1° de Línea, Adiós al 2° de Línea, Adiós al 3° de Línea, Adiós al 4° de Línea, Adiós al 5° de Línea y Adiós al 6° de Línea.
Posteriormente, en la década de los años 1930 o 1940 el compositor chileno José Goles reescribiría toda la letra de la marcha; esta versión arreglada por Goles es la versión más conocida y también es la versión oficial que es cantada actualmente por las Fuerzas Armadas de Chile.
Actualmente la versión de la marcha adaptada por el maestro Chileno Vicente Bianchi en el 2016 la versión más similar a la letra original escrita por gumersindo ipinza. junto con otros versos cantados por los Cuatro Cuartos. También una versión instrumental reconstruida con arreglos de Simón Cerda Parga en tonalidad Do menor, son las versiones más parecidas a la original que existen hasta la fecha, remontándonos hasta 1891.

## Letra oficial (José Goles)
Actualmente la letra oficial y la más conocida de la marcha Adiós al Séptimo de Línea es una versión escrita en la década de los años 1930 o 1940 el compositor chileno José Goles.

Bizarro regimiento,

llegó la hora del adiós,

que marcó la senda recta,

de nuestra gloria y del honor.

El Séptimo de Línea,

escuela y templo del valor

y al partir juramos todos

conservaremos la tradición.

Y al son vibrante de clarines,

ya marcha la tropa valiente buscando la gloria

legión de bravos paladines

camina forjado de acero del temple mejor.

Redoblan los tambores

del regimiento que se va

y en su son se escucha el ritmo

de nuestro propio, propio corazón (×2)

Con pie sereno marcharemos,

el arma al brazo que entrará en acción

sin desmayar hasta lograr

honrar con la victoria al pabellón.

Al rudo frente partiremos

que ya de lejos anunció el cañón,

y en su fragor atronador

nos colma de guerrera decisión.

Volverán sin ser los que partieron

faltarán algunos que murieron,

honrará la patria a todos ellos

para siempre, para siempre su memoria guardará.

Volverán las almas de los héroes

a jurar de nuevo a su bandera,

formarán las filas más guerreras

en gallarda nube tricolor (×2)
Adiós al regimiento que se va adiós, adiós, adiós.

## Letra Original (Gumersindo Ipinza González)
La letra original escrita por Gumersindo Ipinza Gonzáles en 1877 es totalmente diferente a la que se canta actualmente por las fuerzas armadas de Chile. Una de las primeras y pocas grabaciones de esta marcha cantada con su letra original es una versión adaptada por el maestro Chileno Vicente Bianchi la cual fue publicada en el 17 de agosto del 2016 en el álbum CD Chile Fértil. También Los Cuatro Cuartos cantan una versión similar a la Letra original, pero únicamente sus primeros versos.

El 7.° de Línea,

partió en Correcta formación

y al frente con orgullo

flameaba el pabellón.

En el pecho se agita

de los soldados la emoción

al ritmo fragoroso

de redobles de tambor.

Al son de bélicas canciones

marciales cruzan batallones

las bayonetas brillan con el sol

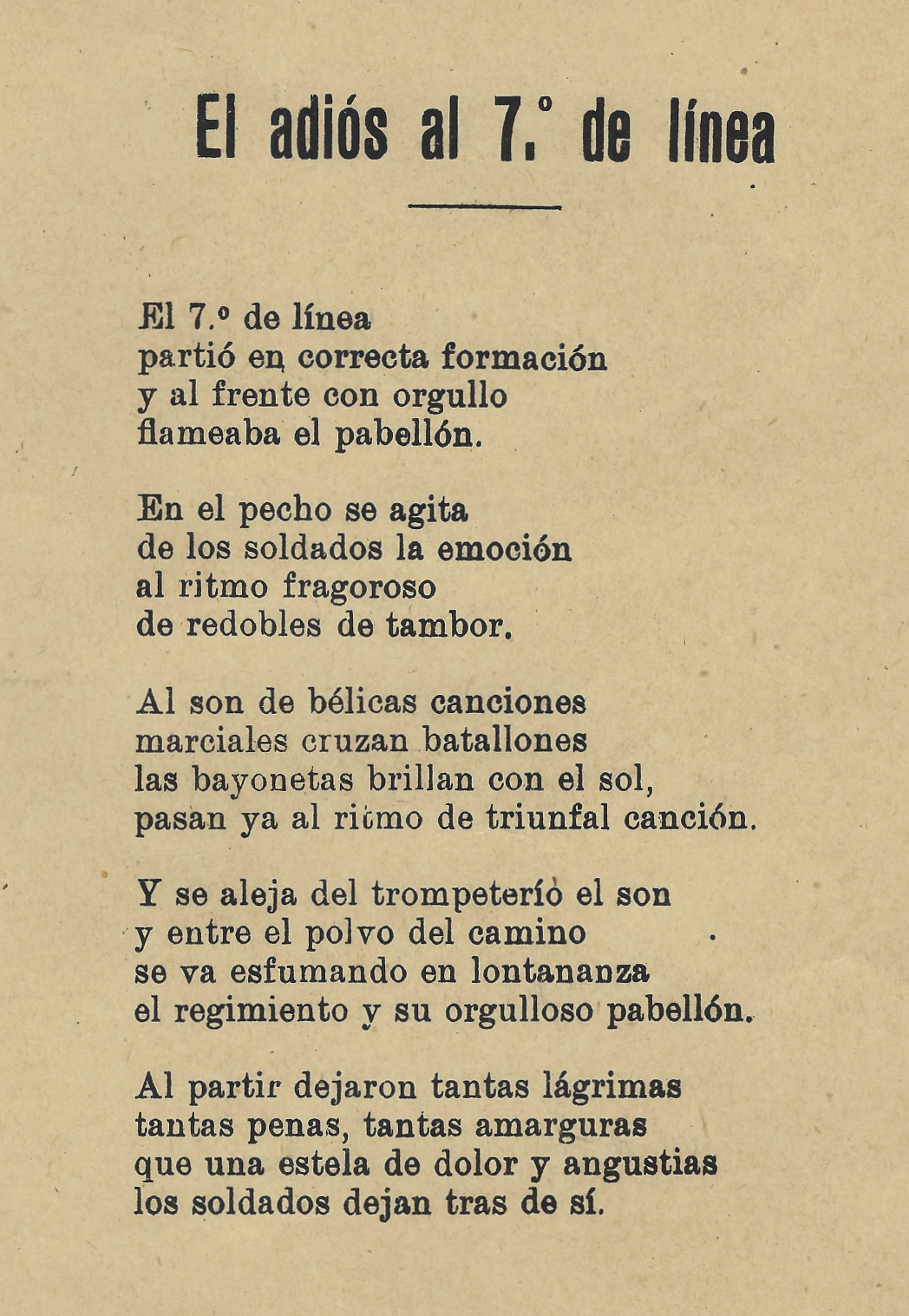
Letra original escrita por Gumersindo ipinza.

pasan ya al ritmo de triunfal canción.

Y se aleja del trompeterío el son

y entre el polvo del camino

se va esfumando en lontananza

el regimiento y su orgulloso pabellón.
Al partir dejaron tantas lágrimas

tantas penas, tantas amarguras,

que una estela de dolor y angustias

los soldados dejan tras de sí.

## Su uso en otros países
Debido a su fama esta marcha fue adoptada por múltiples ejércitos extranjeros tales como el Ejército de Colombia, el Ejército de Ecuador, el Ejército de Argentina, Ejército de Guatemala y las Fuerzas Públicas de Panamá, entre otros, siendo utilizada en sus respectivas ceremonias, tanto en sus escuelas como en sus unidades de los respectivos países.